# Energy Sharing

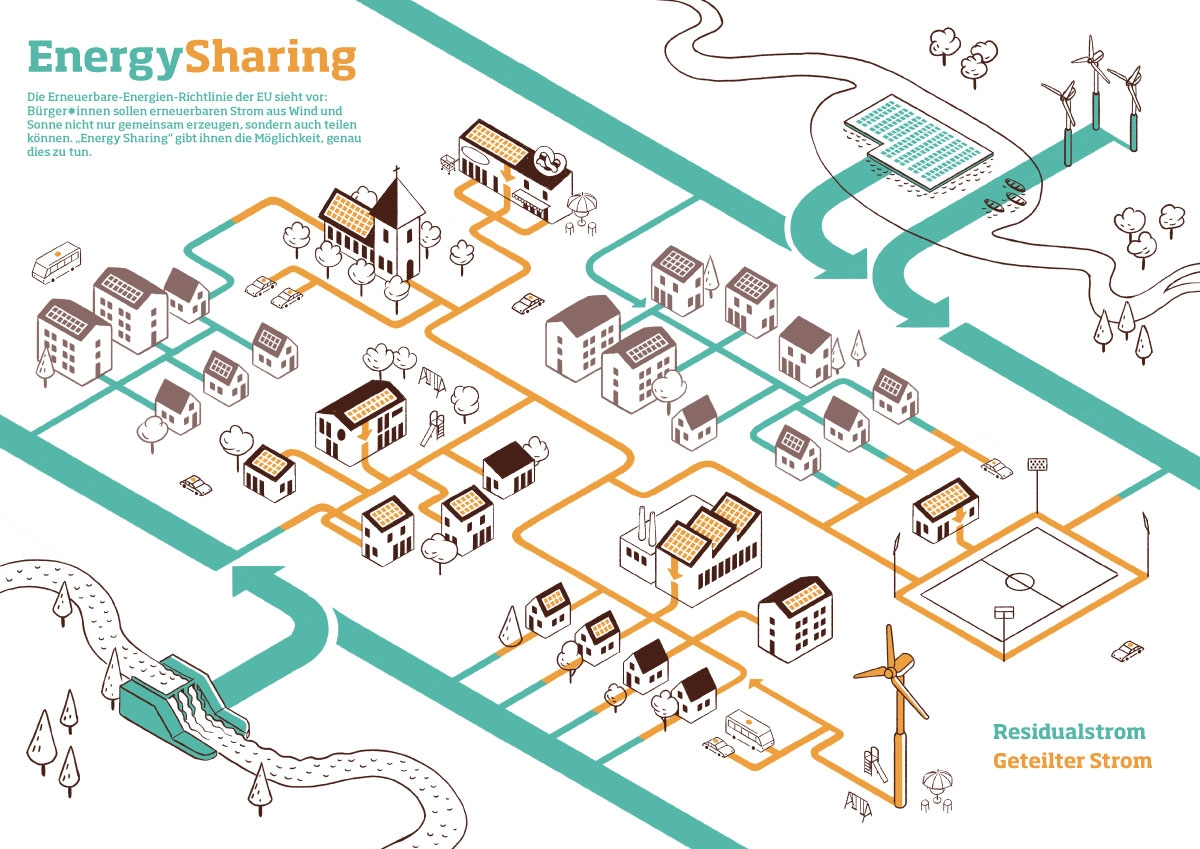
Energy Sharing

Energy Sharing (Energieteilung) ist ein lokales und partizipatives Energiekonzept zur Abrechnung von elektrischer Energie. Energy Sharing ermöglicht die wirtschaftliche Verwertung von Strom unter teilweiser Umgehung der bisherigen Energieversorger und Netzbetreiber. Im Kleinen kann Strom in der Nachbarschaft geteilt werden. Im Großen kann Strom gemeinschaftlich aus Wind- und Solarparks genutzt werden, d. h. aus Anlagen, bei denen die Akzeptanz oft eine Herausforderung ist. Mit Energy Sharing wird ein neuer Marktrahmen geschaffen, mit dem Mitglieder von Erneuerbare-Energie-Gemeinschaften ihren gemeinschaftlich erzeugten Ökostrom unter bestimmten Voraussetzungen über das regionale Verteilnetz vergünstigt nutzen können. Für das Konzept des Energy Sharing existiert eine EU-Richtlinie aus dem Jahr 2018.

## Zweck

Ziele des Energy Sharing nach

### Gerechtigkeit und Teilhabe
Energy Sharing ist eine Form der Bürgerbeteiligung an der Energiewirtschaft. Menschen und Gemeinschaften ohne eigenen Besitz an Immobilien und Flächen können mittels Energy Sharing die Nutzung erneuerbarer Energien mitgestalten und durch reduzierte Strompreise vom Ausbau erneuerbarer Energien profitieren. Dies fördert die Akzeptanz und damit Beschleunigung der Energiewende und ist ein Beitrag zur Demokratisierung der Energiewirtschaft. In Energy-Sharing-Gemeinschaften werden demokratische Strukturen und Aushandlungsprozesse gestärkt. Bürgerenergiegenossenschaften erhalten die Möglichkeit, ihre Mitglieder mit Ökostrom aus eigenen Anlagen zu versorgen. Die Mitglieder der Energy-Sharing-Gemeinschaften teilen sich die Aufwendungen und Investitionen. Gleichzeitig leisten sie mit den Investitionen einen Beitrag zur Senkung der CO2-Emission und zur Beschleunigung der Energiewende.
Energy Sharing eröffnet Möglichkeiten, die Erlöse aus der lokalen Wertschöpfung lokal zu halten und den ländlichen Raum miteinzubeziehen. Die Erneuerbare-Energie-Gemeinschaften können kommunale Flächen erschließen und zusätzliche Einnahmen für die Kommunen generieren. Damit werden Kommunen zu Akteuren der Energiewende und sorgen für eine breite Akzeptanz in der Kommune.
In der 2023 formulierten Ergänzung betreffs Energy Sharing zur EU-Verordnung 2019/943 über den Elektrizitätsbinnenmarkt wird in Absatz 2 die besondere, insbesondere finanzielle Unterstützung von energiearmen und schutzbedürftigen Haushalten gefordert, so dass auch diese Zugang zu Energiegemeinschaften haben.
Im Rahmen der Forschungen zu Sozialen Innovationen im Energiekontext (SIE) wurde durch Simulationen untersucht, wie Energy Sharing zu neuen Denkweisen und gesellschaftlichen Strukturen beitragen könnte, z. B. durch Teilhabe, Dezentralisierung, Demokratisierung und Bildung von breiten Allianzen.

### Akteursvielfalt und Dezentralisierung
Mit Gründung von Erneuerbare-Energie-Gemeinschaften, die das Konzept des Energy Sharing durch gemeinsame lokale Gewinnung und Nutzung erneuerbarer Energien umsetzen, werden neue Zielgruppen aktiviert, womit die Energiewende beschleunigt wird. Kleinteilige Flächen, die für Energiekonzerne wirtschaftlich unattraktiv sind, werden zusätzlich für die Energiegewinnung erschlossen. Privatpersonen sowie KMU erhalten mit Energy Sharing wirtschaftliche Anreize zu Investitionen in Erneuerbare-Energie-Anlagen. Durch Nutzung lokaler oder regionaler Energiequellen wird die Region unabhängiger von Energieimporten.

### Sektorenkopplung, Ressourceneffizienz und Netzdienlichkeit
Die für die Energiewende notwendige effiziente Elektrifizierung des Wärme- und Verkehrssektors wird durch Nutzung lokal erzeugter Elektrizität erleichtert. Energy Sharing schafft einen Anreiz, „den eigenen Strombedarf an der Produktion der gemeinschaftlichen Anlagen zu orientieren“. Lokale Wärmenetze mit Wärmespeichern sowie bidirektionales Laden von Batteriespeichern dienen der Einsparung von Ressourcen. Beispielsweise werden beim erzeugungsgerechten Laden von Elektroautos oder dem flexiblen Betrieb von Wärmepumpen dezentrale Flexibilitätspotenziale gehoben, womit der Bedarf an Regelleistung zur Sicherung der Versorgungsqualität in Stromnetzen reduziert wird. Durch an die lokale Stromerzeugung mittels intelligenter Zählertechnik angepasste lokale Laststeuerung können öffentliche Ausgaben für den Netzausbau und Entschädigungsleistungen zur Abregelung von Anlagen im Falle eines Netzengpasses reduziert werden. Dies führt beim Endverbraucher zu geringeren Netznutzungsentgelten und damit niedrigerem Strompreis. Ob durch Energy Sharing die Stromnetze entlastet und so ggf. der Netzausbau (zumindest des Übertragungsnetzes) reduziert werden kann, kann derzeit auf der Basis quantitativer Daten noch nicht eindeutig beantwortet werden. Aufgrund einer qualitativen Analyse wird prognostiziert, dass die Antwort auf diese Frage regional unterschiedlich ausfallen wird. In Belgien (Flandern) wird Energy Sharing hinsichtlich der Netztarife einer Kosten-Nutzen-Analyse unterzogen. Wichtig ist, dass durch Energy Sharing die netzdienliche Nutzung von EE-Strom stimuliert und so Abregelung vermieden wird.
In einer im Auftrag des Bundesministeriums für Wirtschaft und Klimaschutz
erstellten dena-Studie aus dem Jahr 2022, die auf die Digitalisierung des Energiesystems fokussiert, wird Energy Sharing diskutiert neben anderen innovativen Geschäftsfeldern der Beteiligung von Energiegemeinschaften am Energiemarkt, wie Aggregation, Regionalstrom (Herkunftsnachweise), Peer-to-Peer Energy Trading und Flexibilitätshandel. In dieser Studie wird betont, dass in Abgrenzung zum Peer-to-Peer Energy Trading (Energiehandel), wobei es in der Regel um Eigennutzenmaximierung geht, beim Energy Sharing die Energieverbraucherinnen und -verbraucher ihre überschüssige Energie mit anderen hierarchisch gleichen Energieverbraucherinnen und -verbraucher teilen, um den Nutzen einer Gemeinschaft zu verbessern. „Der wirtschaftliche Nutzen stellt dabei nicht den einzigen Anreiz zur Beteiligung an einer Energy-Sharing-Gemeinschaft dar. Ebenso wichtig sind gemeinschaftliche Ziele: regionale Versorgung, Minimierung der Gemeinschaftsstromkosten, Verringerung der CO2-Emissionen der Gemeinschaft, Reduktion von Spitzenlasten, verbesserte Netznutzung und Systemstabilität sowie Verringerung von Energieimporten.“
In der 2023 ergänzten EU-Verordnung über den Elektrizitätsbinnenmarkt wird gefordert, dass Übertragungs- und Verteilnetzbetreiber Daten über den ausgetauschten Strom mindestens monatlich messen, validieren und den Endkunden zur Verfügung stellen und dass die Staaten eine Koordinationsstelle für Energy Sharing einzurichten haben.
Das Institut für ökologische Wirtschaftsforschung schätzte im März 2022 für Deutschland ein, dass Energy Sharing 42 % bzw. 35 % der Ausbauziele für erneuerbare Energien (des Koalitionsvertrags von November 2021 bzw. des Bundeskabinetts von April 2022) bis 2030 beitragen kann.
Ende 2024 wurde im Auftrag der Elektrizitätswerke Schönau eine Studie veröffentlicht, in der der Einfluss von Energy Sharing auf das Stromnetz und den Strommarkt untersucht wurde.

## Rechtlicher Rahmen

### Regelungen in Europa
Der Grundgedanke von Energy Sharing ist in Art. 22 der europäischen Erneuerbare-Energien-Rlichtlinie (EE-RL) verankert. Die dort genannten Erneuerbare-Energie-Gemeinschaften (EE-Gemeinschaften) dürfen nach EU-Recht aus eigenen, regionalen Anlagen Erneuerbare Energie produzieren, verbrauchen, speichern und verkaufen sowie die innerhalb der EE-Gemeinschaft produzierte Erneuerbare Energie gemeinsam nutzen, also das so genannte Energy Sharing. Gemäß der Erneuerbare-Energien-Richtlinie (RED II) vom 11. Dezember 2018 mussten die Mitgliedsstaaten bis 30. Juni 2021 sicherstellen, dass die Rechte der Erneuerbare-Energie-Gemeinschaften in nationales Recht umgesetzt sind. Im März 2023 wurde der EU-Verordnung 2019/943 über den Elektrizitätsbinnenmarkt ein §15a hinzugefügt, der die Ausgestaltung des Energy Sharing spezifiziert.
Diese Umsetzung in nationales Recht ist in unterschiedlichem Maße geschehen, wie Studien aus den Jahren 2019 bis 2023 zeigen. In Belgien (Flandern), Frankreich, Griechenland, Italien, Österreich, Polen, Portugal und Spanien ist Energy Sharing rechtlich geregelt. In Deutschland, Lettland, den Niederlanden und Norwegen ist Energy Sharing rechtlich bisher nicht oder nur teilweise geregelt. In fast allen Fällen unterliegen die rechtlichen Bestimmungen Veränderungen von Jahr zu Jahr.
In Österreich ist es seit 2017 möglich, mittels einer „Gemeinschaftlichen Erzeugungsanlage“, den Strom, der auf einem Gebäude erzeugt wird, allen Bewohnern/Mietern innerhalb des Gebäudes zur Verfügung zu stellen. Energiegemeinschaften – nach dem Erneuerbaren-Ausbau-Gesetzespaket (EAG-Paket) vom 7. Juli 2021 – gehen darüber hinaus und erlauben im Sinne des Energy Sharing die Nutzung des öffentlichen Stromnetzes über den Hausnetzanschluss hinaus. In Österreich wird Energy Sharing angereizt über den Entfall von verbrauchsabhängigen Ökostromförderbeiträgen für die verbrauchten Stromanteile aus der Gemeinschaft sowie über die Reduktion der Netzentgelte. Wirtschaftlich besonders günstig ist dies im lokalen Nahbereich, in dem die Mitglieder der Energiegemeinschaften ausschließlich über die Niederspannungs-Ortsnetzleitungen, die alle an einer Trafostation angeschlossen sind, verbunden sind – im Unterschied zum regionalen Nahbereichen, in denen die Verbindung auch über Mittelspannungsleitungen zwischen mehreren Trafostationen in Anspruch genommen wird.
Auch in Portugal (bis 1 MW), Spanien (bis 100 kWp) und Polen (bis 10 MW) sind die Netzentgelte für das Energy Sharing entsprechend den verschiedenen Spannungsebenen gestaffelt. Die Idee ist hierbei, die Gebühren um die Höhe der nicht genutzten, höheren Netzebenen zu reduzieren.
In Italien wird der Eigenverbrauch bei Energy Sharing mit einer Prämie von 0,11 €/kWh für 20 Jahre angereizt. Allerdings ist die zulässige Leistung beschränkt (auf 200 kW bzw. künftig 1 MW).
In Frankreich war Energy Sharing bisher auf eine maximale Leistung von 3 MW beschränkt, im März 2025 wurde sie auf 5 MW erhöht. Der zulässige Umkreis ist auf 2 km Durchmesser begrenzt, per Ausnahmegenehmigung sind auch 10 bzw. 20 km für vorstädtische bzw. ländliche Gebiete möglich. Die Bilanzierung erfolgt viertelstündlich über intelligente Messsysteme (Smart Meter). Teilnehmer, die dieselbe Umspannstation nutzen, können dynamische Netzentgeltregime nutzen. Darüber hinaus gibt es keine speziellen Anreize für Energy Sharing.
In Polen können die EEG-, Strom- und KWK-Umlage für das Energy Sharing entfallen, wenn die Erneuerbare-Energie-Gemeinschaft in der Lage ist, mindestens 70 Prozent des Stromverbrauchs seiner Mitglieder zu produzieren.
In Spanien ist eine kollektive Stromversorgung möglich, wenn diese über einen gemeinsamen Netzanschlusspunkt einspeist. Die Nutzung des öffentlichen Stromnetzes innerhalb dieser Energiezellen ist unter bestimmten Bedingungen möglich. Betreiber von Solaranlagen müssen dann keine Umlagen, Abgaben oder Steuern zahlen.
Mit Energy Sharing soll auch die Teilhabe an der Energiewende besonders für einkommensschwache Haushalte ermöglicht werden. In den meisten Staaten wird dies jedoch nicht adressiert. Nur in Spanien sind Aktivitäten einer EE-Gemeinschaft, vulnerable Haushalte zu unterstützen, ein Kriterium, um als Gemeinschaft Fördergelder zu erhalten und es gilt, dass vulnerable Haushalte prioritären Zugang zu EE-Gemeinschaften haben sollen.
Der Rat der EU hat im Oktober 2023 eine Einigung („allgemeine Ausrichtung“) über einen Vorschlag zur Änderung der Gestaltung der Elektrizitätsmärkte in der EU erzielt und darin im Artikel 15a das Recht auf gemeinsame Energienutzung präzisiert: Unter anderem müssen die Mitgliedstaaten der EU sicherstellen, dass relevante Übertragungs- oder Verteilernetzbetreiber oder andere benannte Stellen eine zuständige Kontaktstelle einrichten, die Vereinbarungen über die gemeinsame Energienutzung registriert, Informationen über relevante Messpunkte sowie über Änderungen des Standorts und der Beteiligung entgegennimmt und gegebenenfalls die Berechnungsmethoden auf klare, transparente und zeitnahe Weise validiert. Ferner wird gefordert, dass die Mitgliedstaaten geeignete und diskriminierungsfreie Maßnahmen ergreifen, um sicherzustellen, dass von Energiearmut betroffene und schutzbedürftige Haushalte Zugang zu Systemen für die gemeinsame Energienutzung haben. Im Dezember 2023 wurde hierzu im Trilog der Europäischen Union eine Einigung erzielt. Dass mit §15a eine klare Vorlage für die rechtliche Regelung für Energy Sharing durch die Mitgliedsstaaten der EU geschaffen wurde, wurde seitens REScoop.eu, dem EU-Netzwerk der Bürgerenergiegenossenschaften, gewürdigt.

### Regelungen in Deutschland
In Deutschland existiert bisher kein Förderrahmen für Energy Sharing. Das Bündnis Bürgerenergie (BBEn) hat am 6. August 2021 Beschwerde bei der Europäischen Kommission über einen Verstoß gegen das EU-Recht durch die Bundesregierung Deutschland eingereicht und fordert, ein Vertragsverletzungsverfahren gegen Deutschland einzuleiten.
Der Koalitionsvertrag der von SPD, Bündnis 90/Die Grünen und FDP infolge des Ergebnisses der Bundestagswahl 2021 gebildeten Regierung sieht erstmals die Schaffung der Rahmenbedingungen für ein Energy Sharing in Deutschland vor, um „die Bürger-Energie als wichtiges Element für mehr Akzeptanz“ zu stärken.
Auf Initiative des Thüringer Ministeriums für Umwelt, Energie und Naturschutz hat die Energieministerkonferenz am 30. März 2023 die Bundesregierung einstimmig aufgefordert, Energy Sharing rechtlich zu regeln. Diese Forderung wurde bei der Energieministerkonferenz am 28. September 2023 im Beisein von Staatssekretär Philipp Nimmermann wiederholt.
Auch der Bundesverband nachhaltige Wirtschaft drängt in seiner Stellungnahme vom 10. April 2023 auf die Schaffung rechtlicher Rahmenbedingungen für Energy Sharing in Deutschland.
Seit 2023 wurden verschiedene Modelle für das Energy Sharing entwickelt. Im April 2023 hat das Bündnis Bürgerenergie gemeinsam mit dem Bundesverband Erneuerbare Energie und dem DGRV in einem Positionspapier „Eckpunkte eines Energy Sharing Modells“ formuliert zur Unterstützung des Gesetzgebungsprozesses in Deutschland.
Energy Sharing soll als neue Veräußerungsform in Anlehnung an die derzeitige Marktprämie im EEG verankert werden. Zusätzlich sollen Mitglieder von EE-Gemeinschaften für Strom, den sie aus Anlagen ihrer EE-Gemeinschaft beziehen, Vergünstigungen bei Netzentgelten, Steuern und Umlagen erhalten – sofern ihre EE-Gemeinschaft die notwendigen Kriterien erfüllt.
Im EEG 2023 wird die Bürgerenergiegesellschaft (Erneuerbare-Energie-Gemeinschaft), die auch für das Energy Sharing berechtigt sein soll, im Umkreis von 50 km um die Anlagen zur Gewinnung erneuerbarer Energie definiert.
Für den finanziellen Anreiz zum Energy Sharing gibt es verschiedene Möglichkeiten, wie die Reduktion der Stromnebenkosten oder die Zahlung einer Prämie (wie in Österreich) oder eine Förderung (wie in Italien). Es wird damit gerechnet, dass ein Haushalt mit einem Jahresstromverbrauch von 3000 kWh jährlich 117 Euro Stromkosten sparen kann. In Deutschland ist die Ausgestaltung eines finanziellen Anreizes auch im Jahr 2022 politisch noch nicht geklärt. In einem Schreiben aus dem Bundesministerium für Wirtschaft und Klimaschutz an das MDR Fernsehen vom 17. Oktober 2022 wird erklärt, dass das EU-Recht keine Privilegierung von Erneuerbare-Energie-Gemeinschaften vorsieht und „die verbraucherschützenden Regelungen des EnWG durch europäisches Recht zwingend vorgegeben sind und daher die Möglichkeiten der Privilegierung beschränkt sind.“ Seitens der Bundesnetzagentur wurde diese Position nochmals verstärkt dahingehend, dass eine Reduktion der Netzentgelte für Energy-Sharing-Strom nur dann in Frage käme, wenn empirisch nachgewiesen wäre, dass durch Energy Sharing Stromnetze entlastet würden.
In einer im Auftrag des Bündnis Bürgerenergie e.V. erstellten Studie von Juli 2023 wird eine Energy-Sharing-Prämie für den zeitgleich erzeugten und verbrauchten Strom von 4,9 (bis 8,7) Cent/kWh für Strom aus Photovoltaik und von 2,8 (bis 4,7) Cent/kWh für Strom aus Windkraft vorgeschlagen (bei Deckelung der maximal zulässigen Leistung auf 2 Kilowatt je 1000 kWh multipliziert mit dem tatsächlichen Jahresstromverbrauch des Letztverbrauchers). Die Prämienhöhe ist differenziert nach Energieträger aufgrund der unterschiedlichen Volllaststunden. Die Prämienhöhe ist berechnet aus den kalkulierten betriebswirtschaftlichen Mehrkosten in Höhe 2,9 bzw. 1,7 Cent/kWh (viertelstündliche Bilanzierung, Residualstrombeschaffung, wetterabhängige Strukturierungsrisiken) und einer Anreizkomponente in Höhe von 2,0 (bis 5,8) Cent/kWh bzw. 1,1 (bis 3,0) Cent/kWh.
Der Solarenergie-Förderverein Deutschland (SFV) hat im Juli 2023 ein Modell vorgeschlagen, bei dem private Photovoltaik-Anlagenbesitzer die Möglichkeit erhalten, überschüssigen Solarstrom in ihrer Nachbarschaft zu verkaufen. Dieses Modell soll als Ergänzung zum Energy Sharing verstanden werden, das vom SFV unterstützt wird. Während beim Energy Sharing die Stromlieferung an eine Teilhabe an gemeinschaftlichen Bürgerenergieprojekten geknüpft ist, bietet der SFV-Vorschlag zum Nachbarschaftsstrom allen Stromverbrauchenden die Möglichkeit zum Kauf von regional erzeugtem Solarstrom – unabhängig von einer Beteiligung.
Der Bundesverband Neue Energiewirtschaft (BNE) hat im September 2023 ein Energy Sharing System vorgeschlagen, das die topologische Struktur des öffentlichen Stromnetzes vor Ort berücksichtigt und bis zu einer bestimmten Netzebene eine pauschale Absenkung der Netznutzungsentgelte um 25 % empfiehlt. Dieser Vorschlag knüpft das Energy Sharing nicht an die rechtlichen Voraussetzungen für Bürgerenergiegesellschaften nach §3 Nr. 15 EEG 2023, sondern die rechtliche Basis für Vor-Ort-Versorgungsgemeinschaften, die nicht mehr als 500 Zählpunkte umfassen sollte, kann durch private Vereinbarungen natürlicher und juristischer Personen selbständig festgelegt werden, wobei sich mehrere Versorgungsgemeinschaft auch geografisch überschneiden können.
Germanwatch hat im Rahmen des Kopernikus-Projektes ENSURE neben zwei anderen Sprunginnovationen für ein klimaneutrales Energiesystem auch Energy Sharing vertieft untersucht mit drei Feststellungen: Erstens ist seit dem russischen Überfall auf die Ukraine im Jahr 2022 das Bewusstsein für Energiesicherheit und Energieunabhängigkeit und damit auch das Interesse an Energy Sharing gewachsen. Zweitens werden „aufgrund fehlender Studien zu Netzauswirkungen mögliche Chancen für die Netzstabilität nicht gesehen bzw. unterschätzt“. Drittens ist für eine breite gesellschaftliche Debatte ein konkreter Gesetzesvorschlag zum Energy Sharing nötig, „der den Ablauf, rechtliche Aspekte sowie eine Kostenprognose“ beinhaltet, so dass „Parteien, die Erneuerbaren-Branche, das Bundesministerium für Wirtschaft und Klimaschutz (BMWK), Kommunen, die EU, kleine und mittelständische Unternehmen (KMU), Stadt-werke sowie der Städte- und Gemeindebund den gesellschaftlichen Prozess um diese Sprunginnovation gestalten.“
Im Juli 2023 wurde im Auftrag des Bündnis Bürgerenergie e.V. von der Rechtsanwaltskanzlei Becker Büttner Held der Entwurf eines Gesetzes zur Förderung des Energy Sharing vorgelegt, i. W. als §50c des Erneuerbare-Energien-Gesetzes.
Im November 2023 hat das Umweltbundesamt eine Studie herausgegeben, in der nach einer Bestandsaufnahme der Debatte um das Energy Sharing in Deutschland offene Fragen diskutiert werden. Insbesondere wird diskutiert, inwieweit die Hauptziele der Steigerung der Gewinnung Erneuerbarer Energien, der Teilhabe und der Reduktion des Stromnetzausbaus durch Energy Sharing erreicht werden.
Im Mai 2024 hat der Verein Bündnis Bürgerenergie mit der Bundesgeschäftsstelle Energiegenossenschaften beim DGRV das Positionspapier „Energy Sharing für die Bürgerenergie“ veröffentlicht, in dem Vorschläge für die Umsetzung des Energy Sharings in Deutschland unterbreitet werden, die an die Elektrizitätsbinnenmarktrichtlinie angepasst sind, die im Mai 2024 vom Europäischen Rat beschlossen wurde.
Im Juli 2024 hat der Bundesverband der Energie- und Wasserwirtschaft Vorschläge für eine Ausgestaltung von „Energy Sharing“ in Deutschland veröffentlicht und dabei den Schwerpunkt auf den Gewinn an Flexibilitäten gelegt. Im selben Monat hat der Verband kommunaler Unternehmen in seiner unterstützenden Stellungnahme gefordert, dass Energy Sharing nur innerhalb von Verteilnetzgebieten möglich sein soll. Ebenfalls im Juli 2024 hat die Deutsche Energie-Agentur (dena) im Auftrag des Bundesministeriums für Wirtschaft und Klimaschutz (BMWK) ein Konzept zur Umsetzung des Energy Sharing in Deutschland vorgelegt und dabei den Schwerpunkt auf die Digitalisierung (Datenbasis, digitale Infrastruktur, Daten-Governance) gelegt.
Ende August 2024 hat das BMWK einen Referentenentwurf für das Gesetz zur Änderung des Energiewirtschaftsrechts (EnWG) im Bereich der Endkundenmärkte, des Netzausbaus und der Netzregulierung veröffentlicht. Darin sind mit dem neuen §42c auch Regelungen zum Energy Sharing aufgenommen. Dieser Entwurf ist eine Minimallösung. Energy Sharing bleibt zunächst auf ein Verteilnetzgebiet beschränkt. Netzentgeltreduzierungen (wie in Österreich) oder Prämien (wie in Italien) sind nicht vorgesehen. Damit bleibt offen, ob sich Energy Sharing in Deutschland wirtschaftlich umsetzen lässt. Bereits in der Begründung zum §42c geht das BMWK explizit nicht davon aus, „dass die gemeinsame Nutzung von Strom aus EE-Anlagen kurz- oder mittelfristig zu einem Massengeschäft wird.“ Es wird ferner festgestellt, dass im Bereich der Marktkommunikation noch niederschwellige Regelungen zu treffen sind.
Im Oktober 2024 haben der Bundesverband Energiespeicher Systeme e.V. (BVES) und der Open District Hub e.V. (ODH) in einem gemeinsame Positionspapier Vorschläge für die Umsetzung von Energy Sharing in Deutschland veröffentlicht. Energy Sharing würde die Kosten für die Endverbraucher senken, die Akzeptanz der Energiewende verbessern und die effiziente Nutzung der erneuerbaren Erzeugung steigern. Die geplante Aufnahme von Energy Sharing in das Energiewirtschaftsgesetz sei ein entscheidender Schritt, reiche aber noch nicht aus.
Anfang November 2024 veröffentlichte die CDU/CSU-Bundestagsfraktion ein Diskussionspapier zur künftigen Energiepolitik in Deutschland. Auch hier wird Energy Sharing als netzdienliches Konzept gewürdigt mit dem Ziel, dass Bürger Akteure der Energiewende werden. Die Bundestagsfraktion verspricht in diesem Zusammenhang, dass sie umsetzen wird, „was die Ampel nicht geschafft hat“.
Am 13. November 2024 hat das Bundeskabinett Scholz mit der Novelle zum EnWG den rechtlichen Rahmen für Energy Sharing in Deutschland beschlossen. Die Verabschiedung durch den Deutschen Bundestag und Bundesrat war für den 30. Januar bzw. 14. Februar 2025 geplant.
Ende November 2024 wurde kompakt zusammengestellt, welche Punkte rechtlich zu klären sind. Im Dezember 2024 hat Beatrice Schulz vom BVES im Interview mit dem Fernsehjournalisten Frank Farenski diskutiert, dass Energy Sharing auf der Grundlage des Gesetzentwurfs vom 13. November 2024 nicht praktikabel ist, weil es zu sehr im alten Energiesystem verhaftet und damit für den Kunden zu kompliziert und ohne Anreiz zur Teilhabe ist.
Auch im Koalitionsvertrag der 21. Wahlperiode des Bundestages wird erklärt, dass mit Energy Sharing Wirtschaft und Verbraucher stärker zu Mitgestaltern der Energiewende gemacht werden sollen.
Am 7. Mai 2025 hat der Bundesverband Windenergie (BWE) ein Positionspapier zu Energy Sharing veröffentlicht, in dem geschlussfolgert wird, dass eine externalisierte Prämie im Vergleich zu anderen Modellen eine effektivere Lösung darstellt, um Energy Sharing anzureizen.

## Beispiele
Im Sinne des Energy Sharing haben die Elektrizitätswerke Schönau (EWS) im Jahr 2017 das Modellprojekt „Post-EEG-Stromgemeinschaften“ begonnen. Im kleinen Rahmen werden digitale Lösungen erprobt, um Stromflüsse netzdienlich zu regeln. Elektromobilität, elektrische Wärmeerzeugung über Wärmepumpen oder Heizstäbe sollen mit der Solarstromerzeugung zusammengeführt werden, um die Energiesektoren Strom, Wärme und Verkehr flexibel zu koppeln. Das Modellprojekt der EWS wurde beim Bundeskongress Genossenschaftliche Energiewende des DGRV im März 2020 mit einem Innovationspreis ausgezeichnet.
Im Rahmen des Forschungsprojektes pebbles (Peer-to-Peer-Energiehandel auf Basis von Blockchains) wurden in den Jahren 2018 bis 2021 informationstechnische Komponenten eines künftigen dezentralen Stromhandels entwickelt und analysiert.
Im Main-Taunus-Kreis wird seit 2018 ein Strombilanzkreis-Modell mit wirtschaftlichem Erfolg praktiziert, mit dem kommunale Liegenschaften Strom untereinander austauschen können und somit Dächer auf wirtschaftliche Weise komplett mit Photovoltaikanlagen bestücken können, auch wenn unter dem jeweiligen Dach der Eigenverbrauch unzureichend ist. Dieses Modell ist noch nicht geeignet für Energiegemeinschaften, enthält aber bereits Elemente des Energy Sharing.
In einer Studie wurden per Computersimulation verschiedene Mechanismen des Energy Sharing untersucht und damit gezeigt, dass der Lastgang von großer Bedeutung für die Gewinnverteilung unter den Mitgliedern der Erneuerbare-Energie-Gemeinschaft ist.
In einem Quartier in Kaiserslautern wird erprobt, wie Bürgerinnen und Bürger sowie Unternehmen künftig Ökoenergie teilen, wobei regulative Hürden zutage treten.
Die Carlo-Ratti-Associati erforscht Energy Sharing mit dem weltweit größten städtischen Solarpark für die Expo 2030 in Rom.
Unter dem Namen WUNergy und der Leitung der Stadtwerke Wunsiedel wird 2024 von einem Pilotprojekt berichtet, dessen Ergebnisse in einen Leitfaden einfließen sollen, das technisch-ökonomische Kriterien für Energy-Sharing-Modelle aufzeigen und Empfehlungen für die praktische Umsetzung sowie für die Entwicklung der politischen und regulatorischen Rahmenbedingungen liefern soll.
Die niedersächsische Gemeinde Bakum hat 2024 ein Demonstrationsprojekt mit der österreichischen Firma neoom und der EWE Netz GmbH ein Demonstrationsprojekt zum Energy Sharing gestartet, wobei Strom aus regionalen Photovoltaik- und Windkraftanlagen geteilt wird.